# Gedeutereerd tolueen
Gedeutereerd tolueen (ook aangeduid als tolueen-d8) is een gedeutereerd oplosmiddel met als brutoformule C7D8. Het is een isotopoloog van tolueen en wordt gebruikt als oplosmiddel in de NMR-spectroscopie. De stof komt bij kamertemperatuur voor als een vluchtige kleurloze vloeistof, die onoplosbaar is in water. Gedeutereerd tolueen is echter wel hygroscopisch: het trekt gemakkelijk vocht uit de lucht aan en kan daardoor zorgen voor contaminatie, hetgeen nadelig is voor de resolutie van de proton-NMR-spectra.